# Kurt Bilau
Kurt Bilau (* 29. März 1872 in Posen; † 17. Januar 1941 in Berlin-Friedenau) war ein deutscher Offizier, Konstrukteur und Erfinder. Bekannt ist er vor allem als Pionier der Windenergienutzung und als Entwickler fortschrittlicher Flügelformen für Windmühlen ("Bilausche Ventikanten"). Des Weiteren beschäftigte er sich als Privatgelehrter mit verschiedenen Themen aus Technik, Geschichte, Wissenschaft und Philosophie, insbesondere Theorien zur Kosmologie, Weltentstehung, Welt- und Zivilisationsgeschichte.

## Leben

### Jugend, Ausbildung und Militärlaufbahn
Bilau stammt aus Posen im heutigen Polen, damals zugehörig zum Königreich Preußen.
Nach der Schule und der Berufsausbildung zum Ingenieur trat Bilau als Berufssoldat ins Kaiserliche Heer ein, wo er in der Artillerietruppe diente. Im Ersten Weltkrieg erwarb er mehrere Auszeichnungen, darunter das Eiserne Kreuz II. und I. Klasse. Zuletzt wurde er bis in den Rang eines Majors befördert, was ihm später, während seiner Arbeit an Windmühlenflügeln, den Spitznamen des "Flügelmajors" eintrug. Aufgrund einer Kriegsverletzung wurde Bilau nach Ende des Ersten Weltkrieges 1918 ehrenhaft aus dem Militärdienst entlassen.

### Erfinder und Konstrukteur für Windmühlentechnik

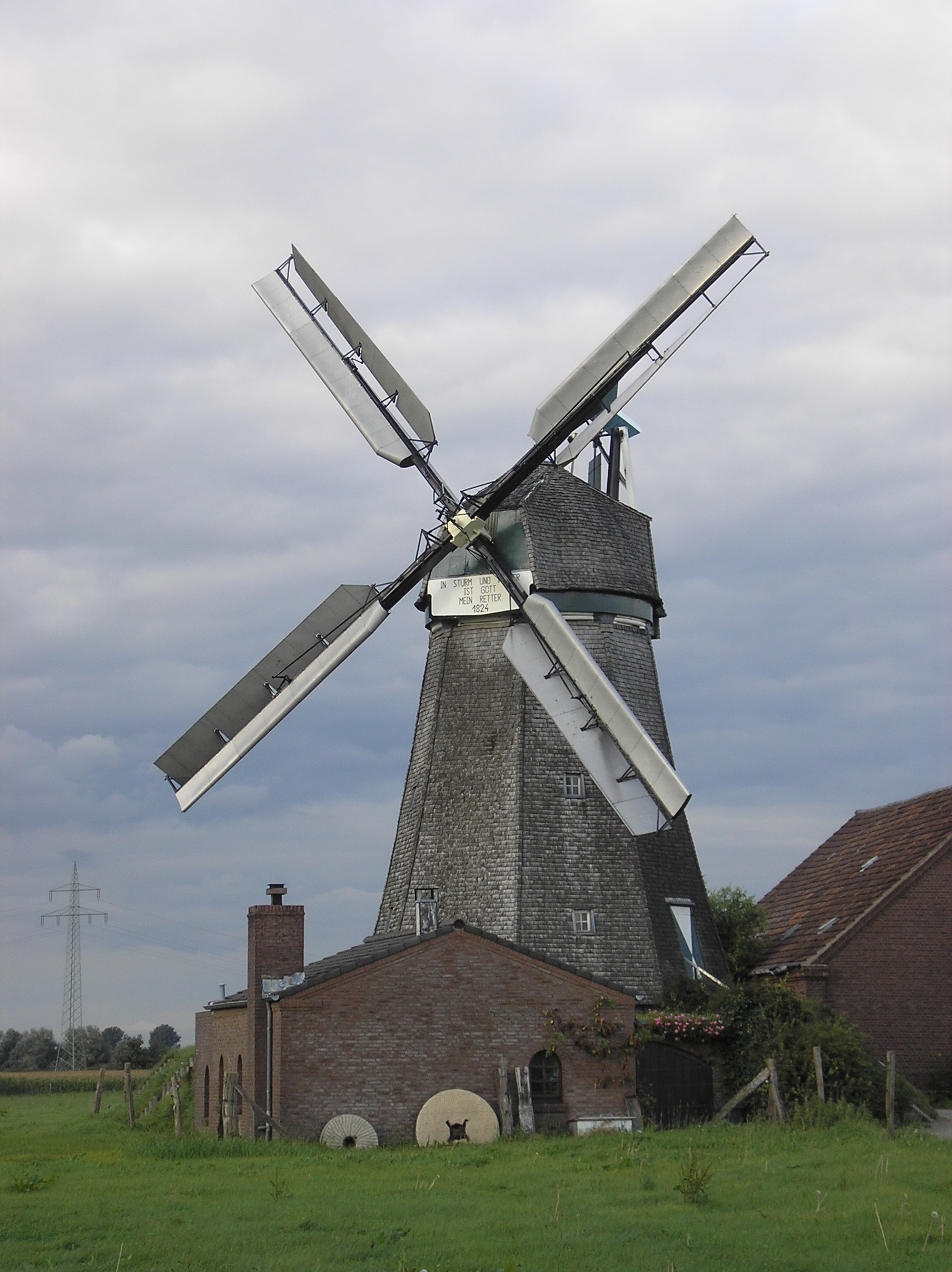
Eine mit Bilau'sche Ventikanten ausgestattete Windmühle in Kleve-Donsbrüggen

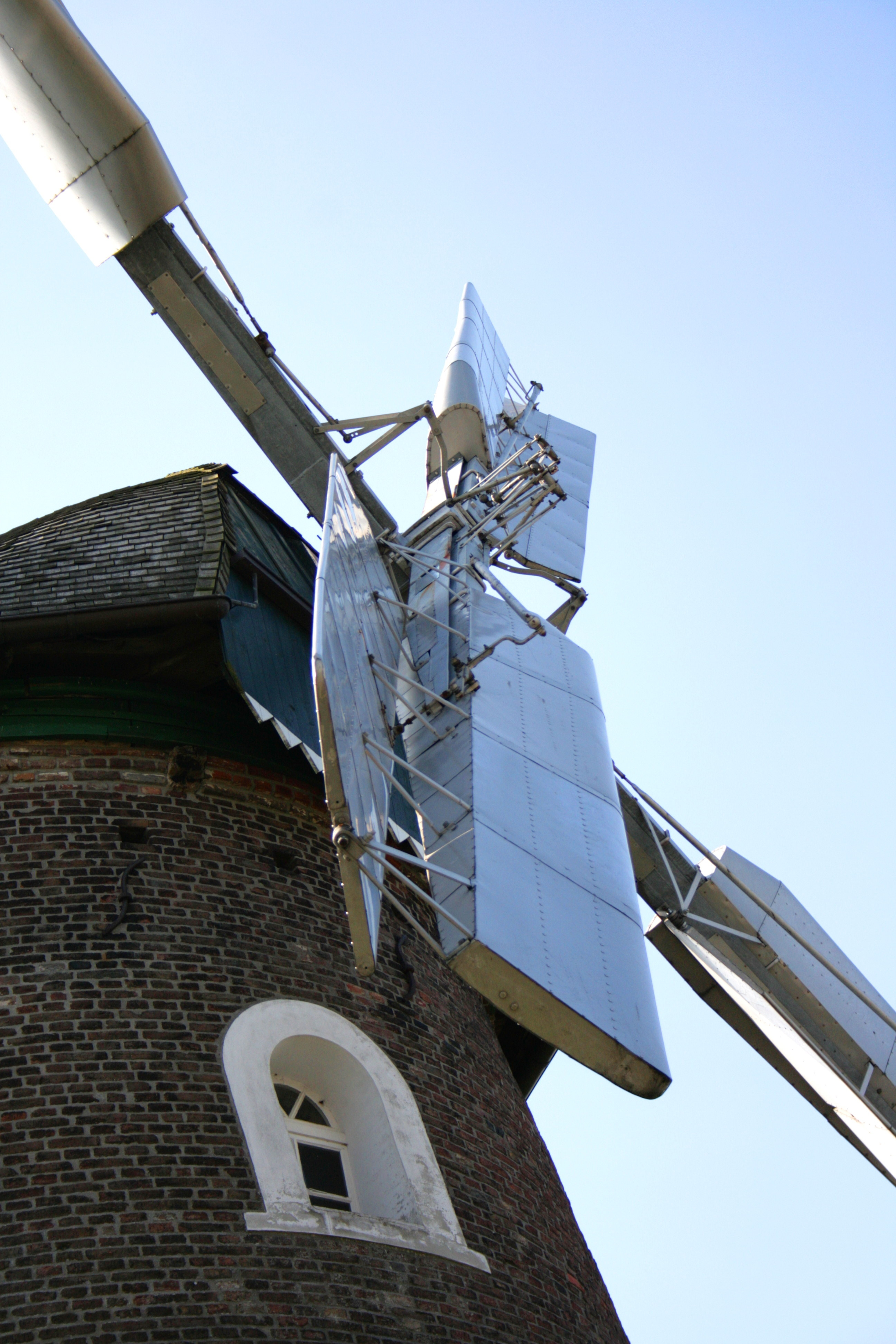
Detail der Flügelmechanik an der Scholtenmühle in Rees

Nach dem Ende seiner Soldatenlaufbahn wandte sich Bilau neuen Tätigkeitsfeldern zu: Im Rahmen seiner Tätigkeit bei der Artillerie hatte Bilau häufig mit Windmühlen zu tun, da diese als herausragende Bauwerke in der Landschaft der Artillerie einerseits als vorgeschobener Beobachtungsposten für die Zielaufklärung, andererseits als Messfixpunkt für die Feuerleitung und das Anvisieren von Zielen über weite Strecken dienten. Durch seinen regelmäßigen Kontakt mit den Windmüllern erlebte Bilau das Mühlensterben; in der Zeit um 1900 zwang die Konkurrenz durch modernere Dampf-, Motor- und Elektromühlen viele traditionelle Wind- und Wassermühlen zur Aufgabe ihres Betriebes. Bilau beschloss, sich durch Entwicklung neuer Techniken für eine Ertüchtigung der Windmühlen einzusetzen und diese so gegenüber modernen Mühlen konkurrenz- und überlebensfähiger zu machen. Bilau nutzte hierfür auch seine Kenntnisse der Aerodynamik, die er im Rahmen der Außenballistik bei der Artillerie erworben hatte.
Zunächst entwickelte Bilau um 1920 einen Ventimotor (Windmotor, von lateinisch Ventus = Wind), eine kleine, vierflügelige Windkraftanlage zur Stromerzeugung. Als Zielgruppe hatte Bilau auch und vor allem Windmüller im Sinn, denen die Ventimotoren als Nebeneinkunftsquelle dienen sollten. Bei der Geometrie des Rotors orientierte sich Bilau an Flugzeugpropellern. Trotz eines guten Wirkungsgrades blieb der wirtschaftliche Erfolg wegen der insgesamt und besonders für Müller wirtschaftlich schwierigen Lage im Deutschland der 1920er-Jahre aus. Bilau musste sein für die Vermarktung der Erfindung gegründetes Unternehmen bereits nach wenigen Jahren (1926) wieder aufgeben. Im Folgejahr publizierte er ein erstes Buch zum Thema Windkraft, dem in den nächsten Jahren einige folgten (siehe Abschnitt „Literatur“).
Trotz des wirtschaftlichen Misserfolges des Ventimotors gab Bilau nicht auf. Als Nächstes entwickelte er in enger Kooperation mit dem Physiker Albert Betz, Leiter der Aerodynamischen Versuchsanstalt Göttingen, verbesserte Windmühlenflügel. Bei seinem Entwurf, der offenbar von Flugzeugflügeln inspiriert war, teilte Bilau den Flügel entlang der Rute in zwei Teile, ein aerodynamisch optimiertes Vorderzeug („Ventikante“) und ein verstellbares Hinterzeug ("Drehheck"). Durch das strömungstechnisch optimierte Profil, insbesondere die Ventikante, sollte der Flügel eine deutlich verbesserte Energieausnutzung erlauben. Die Flügelflächen waren aus Aluminium gefertigt, brauchten also keine Segeltuchbespannung. Das Drehheck war über eine Hebelmechanik im laufenden Betrieb verstellbar, ohne das Flügelkreuz hierfür anhalten zu müssen. So konnte die Flügelform der Windgeschwindigkeit angepasst werden, was die Energieausbeute nochmals verbesserte und bei Bedarf konnte das Drehheck als Bremse (wie eine Bremsklappe beim Flugzeug) verwendet werden, um die Mühle zum Stehen zu bringen. Nachteile der Bilauschen Flügel aufgrund des Metallwerkstoffes und der Mechanik waren das hohe Gewicht und der hohe Preis.
Im Jahre 1930 fand Bilau in Gallen in Sachsen einen Müller, der dazu bereit war, die neuartige Flügelkonstruktion an seiner Paltrockmühle zu installieren und zu testen. Der Erfolg war durchschlagend: Mit den neuen Flügeln erreichte die Mühle auf Anhieb eine zwei- bis dreifach verbesserte Windkraftausbeute. In der Folge schloss Bilau 1931 ein Lizenz- und Kooperationsabkommen mit der Mühlenbauanstalt und Maschinenfabrik Karl Kühl aus Vordamm bei Landsberg nahe Stettin in Pommern, die fortan als alleiniger Hersteller den Vertrieb von Bilaus Flügeln übernehmen sollten. Anlässlich der Jahresschau für das Gaststättengewerbe […] und das Nahrungsmittelhandwerk im Jahre 1936 in Berlin wurde eigens eine vollständige Bockmühle mit Bilau-Flügeln aufgekauft und von Kunitz in Thüringen auf das Berliner Messegelände am Funkturm versetzt, wo sie bis 1937 stehen blieb. Das Deutsche Reich förderte die Installation der Flügel mit Krediten für die Müller und die Rheinische Provinzialverwaltung unterstützte die Modernisierung der zahlreichen Mühlen am Niederrhein.
Wegen der guten Ergebnisse und der Förderung erfreuten sich Bilaus Flügel zunehmender Beliebtheit: Bis zum Zeitpunkt ihrer größten Verbreitung (um 1940) wurden etwa 160 Windmühlen in Deutschland und vereinzelt auch im Ausland mit Ventikanten ausgerüstet. Auch die verbesserten Flügel schafften es aber letztlich nicht, den Niedergang der Windmühlentechnik aufzuhalten, und mit den Windmühlen verschwanden auch die Ventikanten.
Bereits zu Bilaus Lebzeiten und über seinen Tod im Jahre 1941 (auf dem Höhepunkt der Verbreitung seiner Technik) hinaus wurden Bilaus Ideen von anderen Mühlenbauern aufgegriffen und weiterentwickelt. Ähnliche Systeme wie das Bilausche Drehheck sind beispielsweise die Flügelsysteme der holländischen Mühlenbauer Ten Have oder van Riet.

### Erhaltene Mühlen mit Bilauschen Flügeln
Heute sind nur noch wenige Mühlen mit Bilau-Flügeln erhalten:
- Holländerwindmühle Margarethe in Maasen-Huckstedt, Niedersachsen
- Museumsmühle Gangelt-Breberen, Nordrhein-Westfalen
- Holländerwindmühle in Kleve-Donsbrüggen, Nordrhein-Westfalen
- Holländerwindmühle in Pulheim-Stommeln, Nordrhein-Westfalen
- Scholten-Mühle in Rees, Nordrhein-Westfalen
- Galerieholländermühle in Neubukow, Mecklenburg-Vorpommern
- Turmholländerwindmühle in Hirschstein-Pahrenz, Sachsen
- Suxdorfer Mühle in Zeitz-Würchwitz, zwischen Suxdorf und Bockwitz, Sachsen-Anhalt
- Windmühle in Sterley-Kogel, Schleswig-Holstein
- Holländerwindmühle De Hoop in Norg, Provinz Drenthe, Niederlande

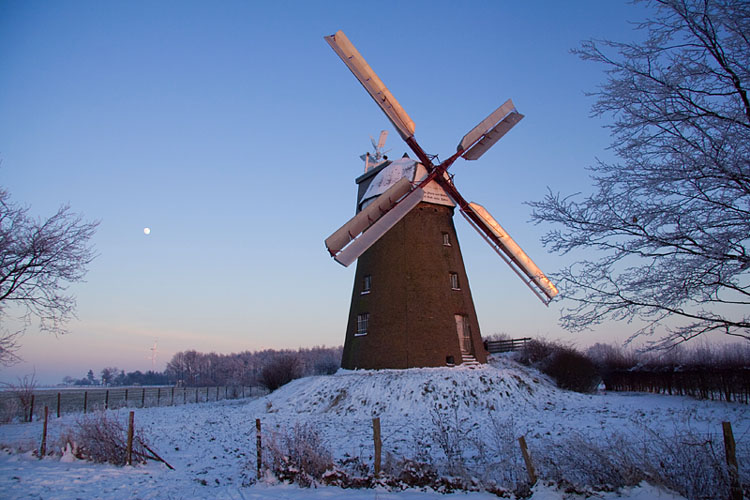
Breberen
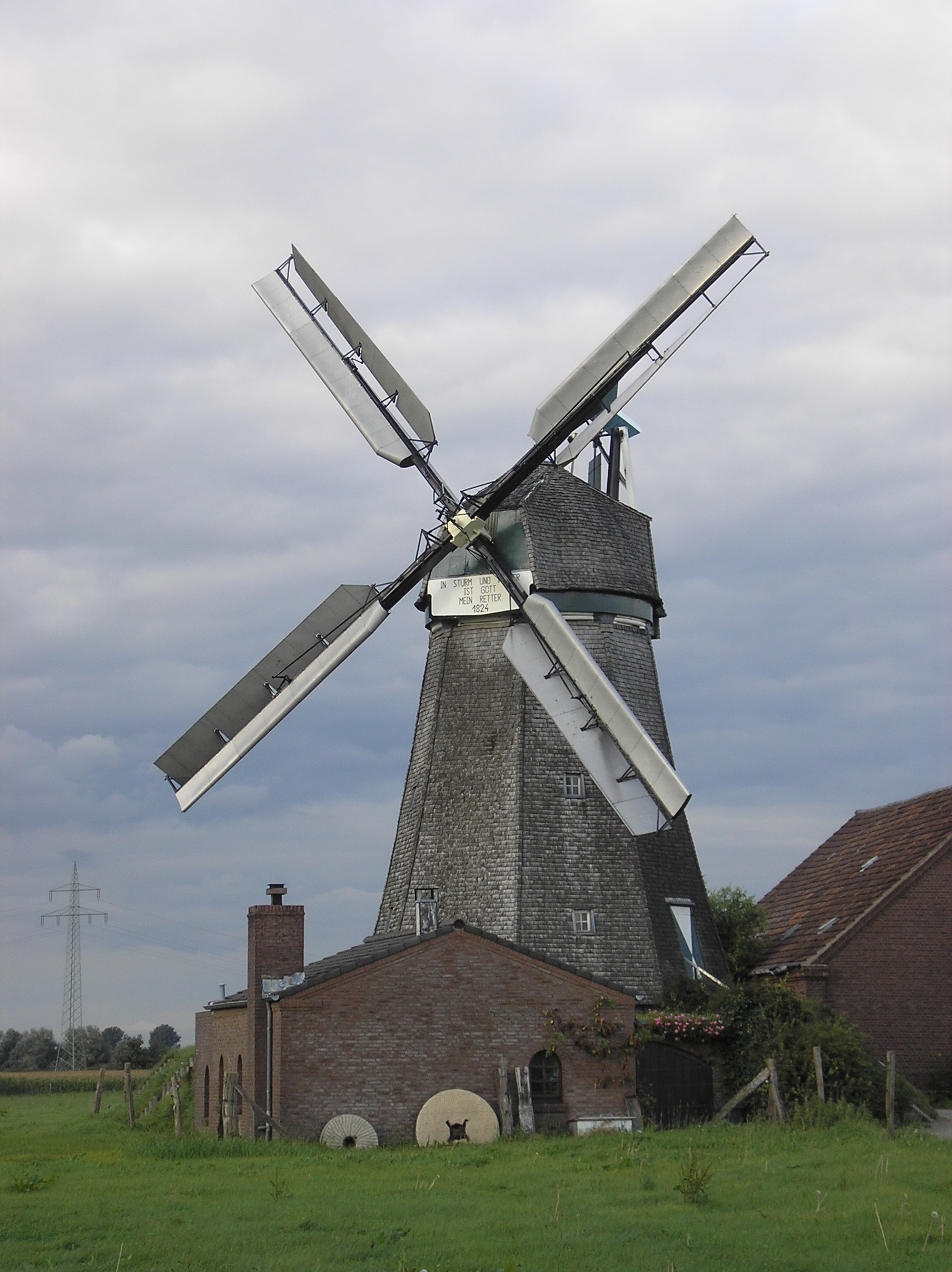
Donsbrüggen
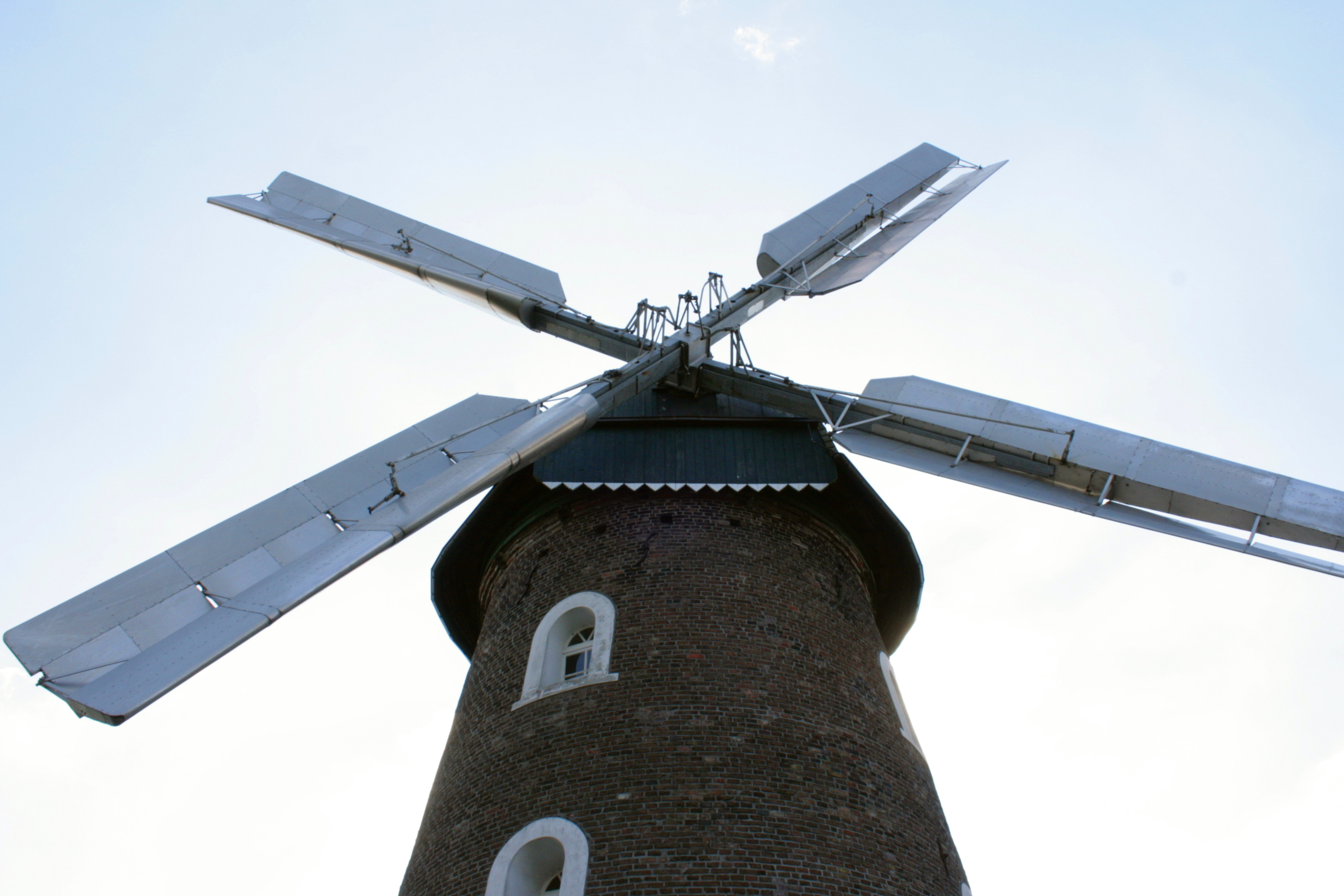
Rees
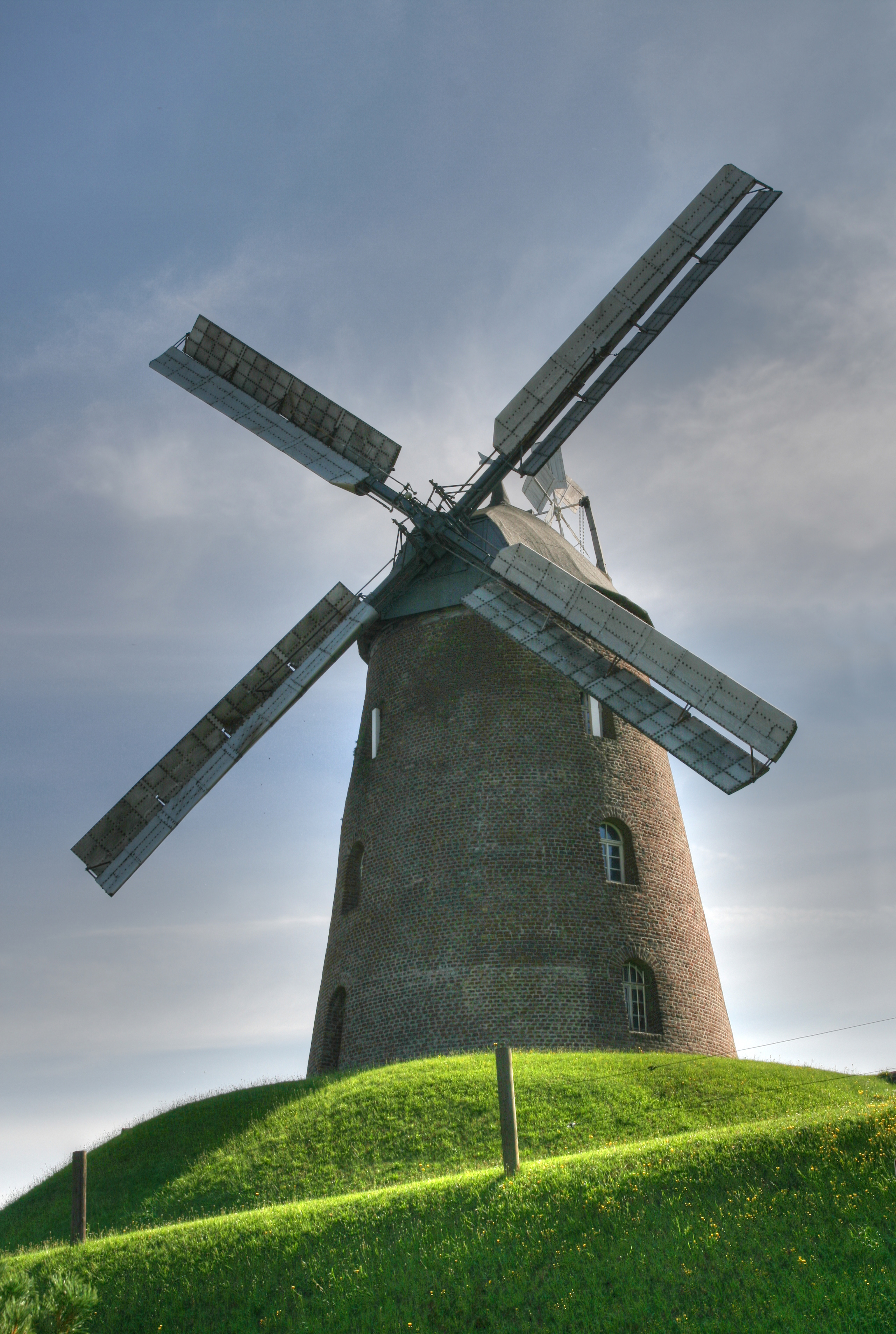
Stommeln
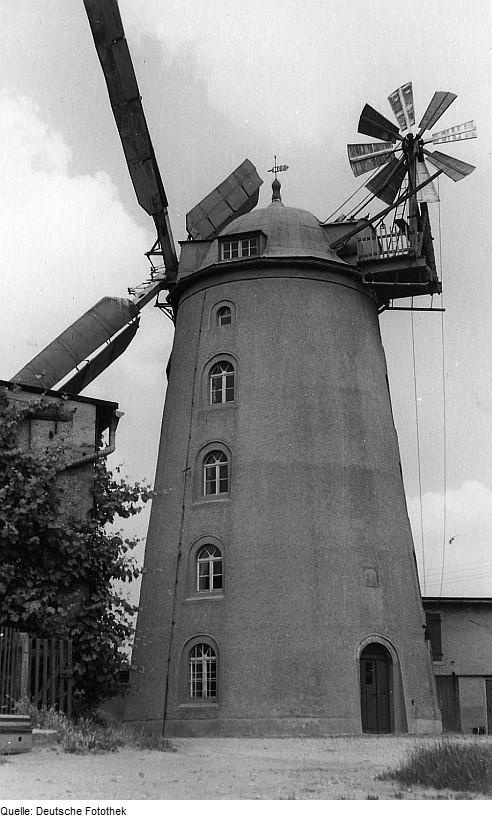
Pahrenz
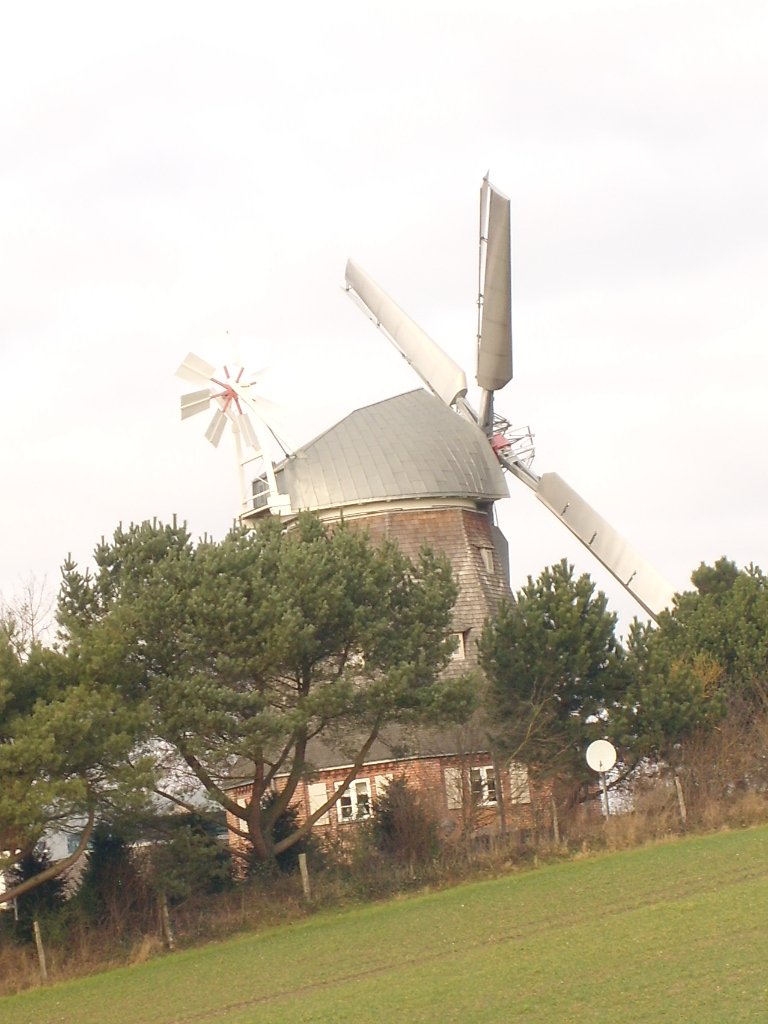
Kogel
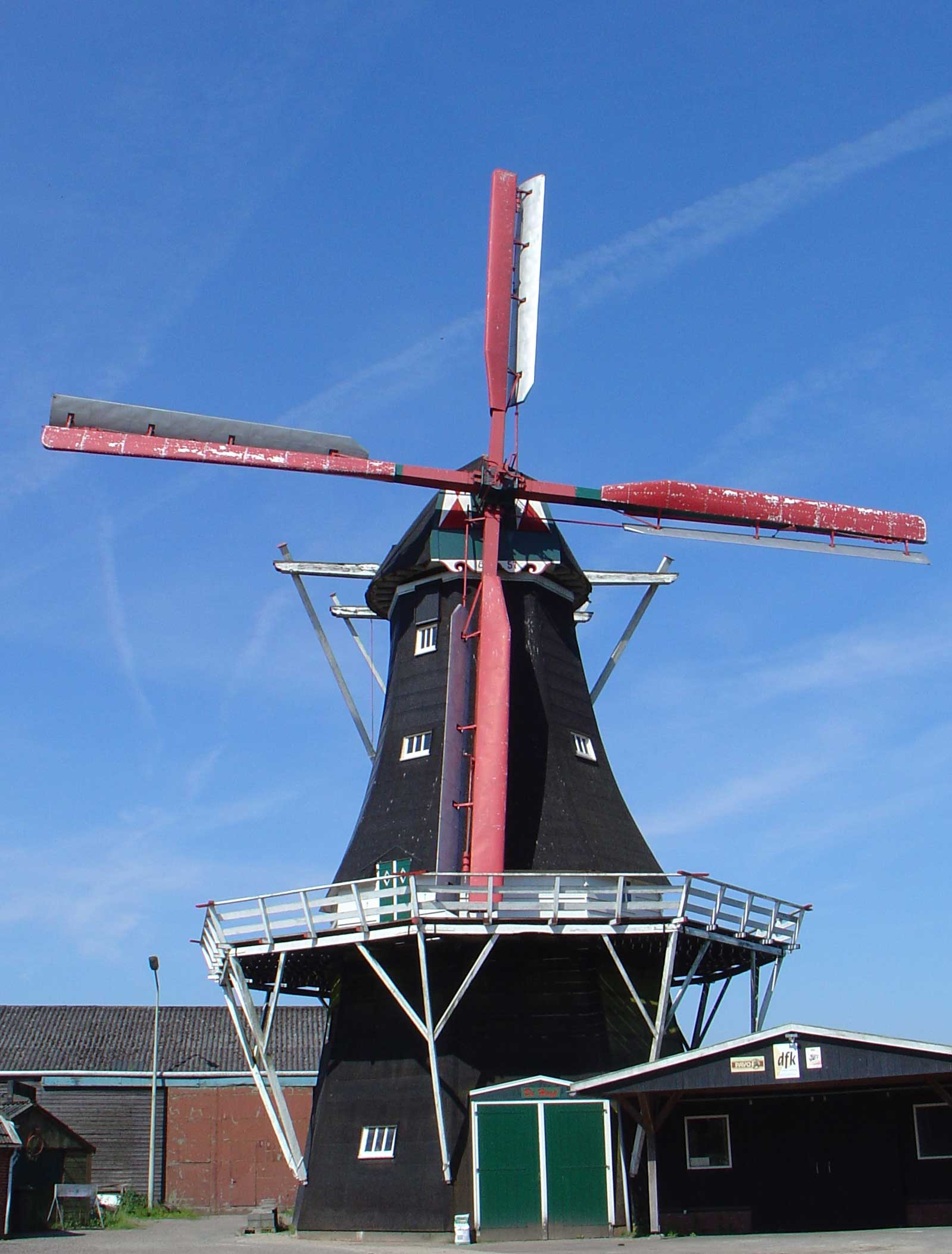
De Hoop, Norg, Niederlande

### Sonstige Forschung und Tätigkeiten
Neben der Windkraft beschäftigte sich der vielseitig gebildete und interessierte Bilau nach Ende seines Soldatendienstes mit verschiedenen Themen aus Technik, Geschichte und Philosophie. Er hielt hierzu Vorträge, publizierte in Zeitschriften und schrieb Bücher. Inhalte waren unter anderem technische Gebiete wie der Fahrzeugbau aber auch Fragen, die bisweilen in die Bereiche der Mystik und Metaphysik reichten, wie Theorien zu Weltentstehung und -untergang, Erd- und Zivilisationsgeschichte, Astronomie, Kosmologie und Kosmogenese, Hanns Hörbigers Welteislehre, Theorien zur Deutung der biblischen Offenbarung des Johannes und zum Untergang von Atlantis.

## Schriften (Auswahl)
- Kurt Bilau: Die Windkraft in Theorie und Praxis: Gemeinverständl. Aerodynamik. P. Parey, Berlin 1927, DNB 572401353.
- Kurt Bilau: Windmühlenbau eins und jetzt. M. Schäfer, Leipzig 1933, DNB 572401361.
- Kurt Bilau: Die Windausnutzung für die Krafterzeugung: Theoret. Grundlagen u. prakt. Anwendg in d. Schöpf-, Mahl- u. Silomühle unter besond. Berücks. d. Elektrizitätserzeugg. Parey, Berlin 1942, DNB 572401345.